# James Braid (Golfspieler)

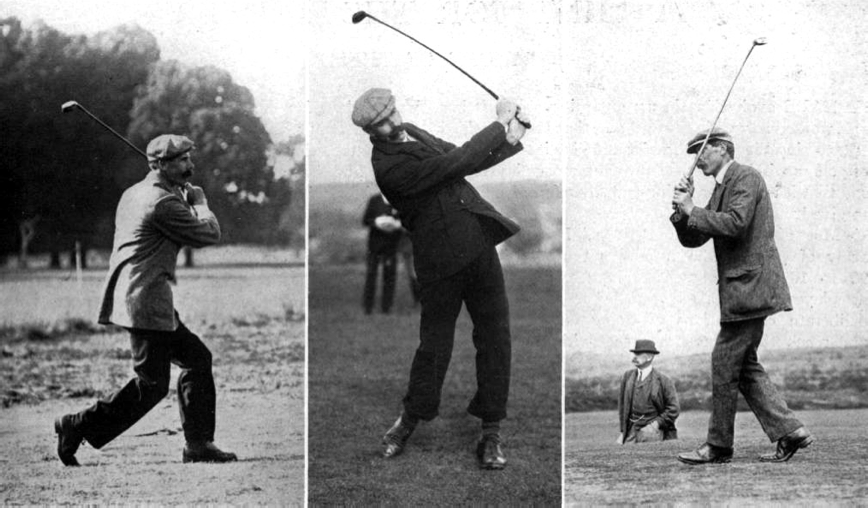
James Braid, 1901

James Braid (* 6. Februar 1870 in Earlsferry, Fife (Schottland); † 27. November 1950 in London) war ein schottischer Profi-Golfer, der Anfang des 20. Jahrhunderts fünf Mal die British Open gewann. Er wirkte 45 Jahre lang als Golflehrer und entwarf als Golfarchitekt unter anderem den King’s Course in Gleneagles und den Church Course von St. Enodoc.

## Jugend und Anfangszeit als Golfer
Ebenso wie seine späteren Konkurrenten Harry Vardon und John Henry Taylor wurde Braid in einfachen Verhältnissen groß. Sein Vater arbeitete auf einer Farm in Earlsferry, 15 Meilen südlich von St. Andrews. Obwohl seine Eltern nichts für das Golfspielen übrig hatten, kam er durch seine Cousins früh in Kontakt mit dem Golfspiel. Im Alter von vier Jahren spielte er das erste Mal mit Kinderschlägern. Mit acht Jahren gewann er bereits das erste Jugend-Turnier. Mit 13 verließ er die Schule, um eine Lehre als Tischler zu machen. Bereits drei Jahre später war er ein Scratch-Golfer, hatte also Handicap 0. Im Alter von 23 Jahren ging er nach London und wurde Schlägerbauer. Golf spielen konnte er nur sonntags oder nach der Arbeit.

## Erfolge als Profi
Obwohl Braid aus dem Dreigestirn Vardon, Taylor, Braid der Älteste war, gelang ihm erst als letztem ein Sieg bei den British Open. Lange Zeit hinderte ihn sein schlechtes Putten an den ganz großen Erfolgen. 1897 bedeutete ein ausgelassenener Putt bei den Open in Hoylake den zweiten Platz hinter den Amateur Harold Hilton. Bei den Open 1900 in St. Andrews geriet ein Putter mit einem Kopf aus Aluminium in seinen Besitz. Wenngleich er nur Rang drei belegte, verbesserte sich sein Putten stark. 1901, 1905, 1906, 1908 und 1910 gewann er die British Open. Er war der Erste, der dieses älteste Golfturnier der Welt fünf Mal gewann. Weitere große Erfolge waren vier Titel beim British Professional Match Play (1903, 1905, 1907 und 1911) und der Sieg bei den French Open.
Wenngleich Braid von kräftiger Statur war und sein weiter Schwungbogen lange Schläge bewirkte, lag seine Stärke im kurzen Spiel. Der Golfexperte John Jacobs charakterisierte Braids Spiel wie folgt: „Man kann ohne Übertreibung sagen, dass er zu seiner Zeit König der Befreiungsschläge war, ähnlich einem altmodischen Seve Ballesteros oder einem Arnold Palmer.“

## Golflehrer und Funktionär
Teilweise parallel zur Karriere als Turnierspieler arbeitete Braid als Golflehrer. Er war der erste Head-Pro in Walton Heath (Surrey) und blieb dort insgesamt 45 Jahre lang bis zu seinem Tod im Jahr 1950.
Auch organisatorisch war Braid tätig. Er war Mitbegründer der Britischen Professional Golfers Association. Später war er sogar ihr Präsident. Außerdem veröffentlichte er mit „Advanced Golf“ (1908) eines der frühesten Lehrbücher.

## Golfarchitekt
Braid beriet schon Anfang des 20. Jahrhunderts Golfclubs beim Bau oder der Überarbeitung von Plätzen, aber erst 1912, nach seinem Rückzug vom Wettkampfgolf, übte er den Beruf des Golfarchitekten in Vollzeit aus. Er arbeitete insgesamt an über 200 Plätzen in Großbritannien, seine Flugangst und Seekrankheit verhinderten Projekte außerhalb der britischen Inseln. Zu seinen wichtigsten Entwürfen zählen St Enodoc (1907), Pennard (1908), Gleneagles (Queen’s Course 1917, King’s Course 1919), Brora (1923), Royal Musselburgh (1926), Perranporth (1927) und Boat of Garten (1930). Außerdem überarbeitete er eine Reihe von Open Championship Plätzen wie etwa Prestwick (1908), Royal Cinque Ports (1919), Carnoustie (1926) und Royal Troon.
Seine Arbeitsweise beruhte auf topographischen Karten und der Anfertigung detaillierter Pläne und Skizzen, mit denen er seine eingeschränkte Reisetätigkeit auszugleichen versuchte. Dies gelang ihm jedoch nicht immer, so dass einige seiner Plätze etwas ziel- und führungslos gebaut wurden. Manche seiner Entwürfe, etwa der Bukit Course in Singapur, entstanden sogar rein „virtuell“, also ohne dass er jemals vor Ort gewesen wäre. Seine beste Arbeit korreliert jedoch stark mit den Projekten, bei denen er eine hohe Präsenz vor Ort zeigte.
Ein besonderes Talent hatte er für schwieriges Terrain, viele seiner Entwürfe setzen sich über traditionelle Layouts hinweg und folgen konsequent dem von der Natur vorgegebenen Gelände. Aus diesem Grund sind viele seiner Löcher blind und die Grüns oft klein und versteckt angelegt. Statt Bunkern, die häufig schon aus Platzgründen nicht möglich waren, stattete Braid seine Puttflächen gerne mit steil abfallenden Flanken aus, die das Anspiel enorm erschwerten.
1976 wurde James Braid aufgrund seiner Verdienste für den Golfsport in die World Golf Hall of Fame aufgenommen, 2002 in die Scottish Sports Hall of Fame.

## Ergebnisse bei den Major-Turnieren
Braid spielte nur die The Open Championship.
| Tournament            | 1894 | 1895 | 1896 | 1897 | 1898 | 1899 |
| --------------------- | ---- | ---- | ---- | ---- | ---- | ---- |
| The Open Championship | T10  | DNP  | 6    | 2    | T10  | T5   |

| Tournament            | 1900 | 1901 | 1902 | 1903 | 1904 | 1905 | 1906 | 1907 | 1908 | 1909 |
| --------------------- | ---- | ---- | ---- | ---- | ---- | ---- | ---- | ---- | ---- | ---- |
| The Open Championship | 3    | 1    | T2   | 5    | T2   | 1    | 1    | T5   | 1    | T2   |

| Tournament            | 1910 | 1911 | 1912 | 1913 | 1914 | 1915 | 1916 | 1917 | 1918 | 1919 |
| --------------------- | ---- | ---- | ---- | ---- | ---- | ---- | ---- | ---- | ---- | ---- |
| The Open Championship | 1    | T5   | 3    | T18  | T10  | NT   | NT   | NT   | NT   | NT   |

| Tournament            | 1920 | 1921 | 1922 | 1923 | 1924 | 1925 | 1926 | 1927 | 1928 | 1929 |
| --------------------- | ---- | ---- | ---- | ---- | ---- | ---- | ---- | ---- | ---- | ---- |
| The Open Championship | T21  | T16  | DNP  | T49  | T18  | DNP  | T28  | T30  | T41  | DNP  |

| Tournament            | 1930 | 1931 | 1932 | 1933 | 1934 | 1935 | 1936 | 1937 | 1938 |
| --------------------- | ---- | ---- | ---- | ---- | ---- | ---- | ---- | ---- | ---- |
| The Open Championship | DNP  | DNP  | DNP  | DNP  | DNP  | DNP  | DNP  | DNP  | CUT  |

DNP = nicht angetreten

NT = kein Turnier ausgetragen

CUT = am Cut gescheitert

„T“ = geteilter Rang